# غروشيفسكايا
غروشيفسكايا (بالروسية: Грушевская) هي مدينة في مقاطعة روستوف أوبلاست في روسيا. يبلغ عدد سكانها حوالي 3923 نسمة.